# Последняя битва (книга Райана)
«Последняя битва» (англ. The Last Battle) — книга американского журналиста и историка Корнелиуса Райана, посвящённая битве за Берлин во Второй мировой войне.
Книга, опубликованная издательством Simon & Schuster, построена на интервью с сотнями реально участвовавших в событиях людей, включая представителей союзных армий — американской, британской и советской, и противостоявших им немцев. Корнелиус Райан получил, в том числе, уникальный доступ к советским историческим архивам и возможность взять интервью у представителей советского командования, участвовавших в битве за Берлин, что было редкостью в то время.
Книга была опубликована в марте 1966 года одновременно в Великобритании, Франции, Западной Германии, Италии, Испании, Норвегии, Дании, Швеции, Нидерландах, Финляндии и Португалии.
«Последняя битва» стала заметным событием в момент своей публикации. Одним из вызвавших интерес и споры эпизодов книги, стал эпизод с перехватом немцами сверхсекретного плана союзников по разделу и оккупации Германии (операция «Эклипс»), в результате усиливший сопротивление немцев и, по мнению историков, продливший Вторую мировую войну.
Среди вызвавших резонанс тезисов, были также утверждения американского генерала Уильяма Худа Симпсона, командующего 9-й армией США во Второй мировой войне, о его убеждении, что его армия «могла бы захватить Берлин намного раньше русских, если бы ее не остановили на Эльбе 15 апреля 1945 года».
Сразу после выхода книги в статье в газете «Правда» Райан был обвинён в попытке очернить Красную Армию в его изображении битвы за Берлин.
Студия Metro-Goldwyn-Mayer планировала выпустить по книге совместную американо-советскую киноверсию в 1968 году, но этот проект так и не был реализован.